# التغذية في العصور القديمة الكلاسيكية

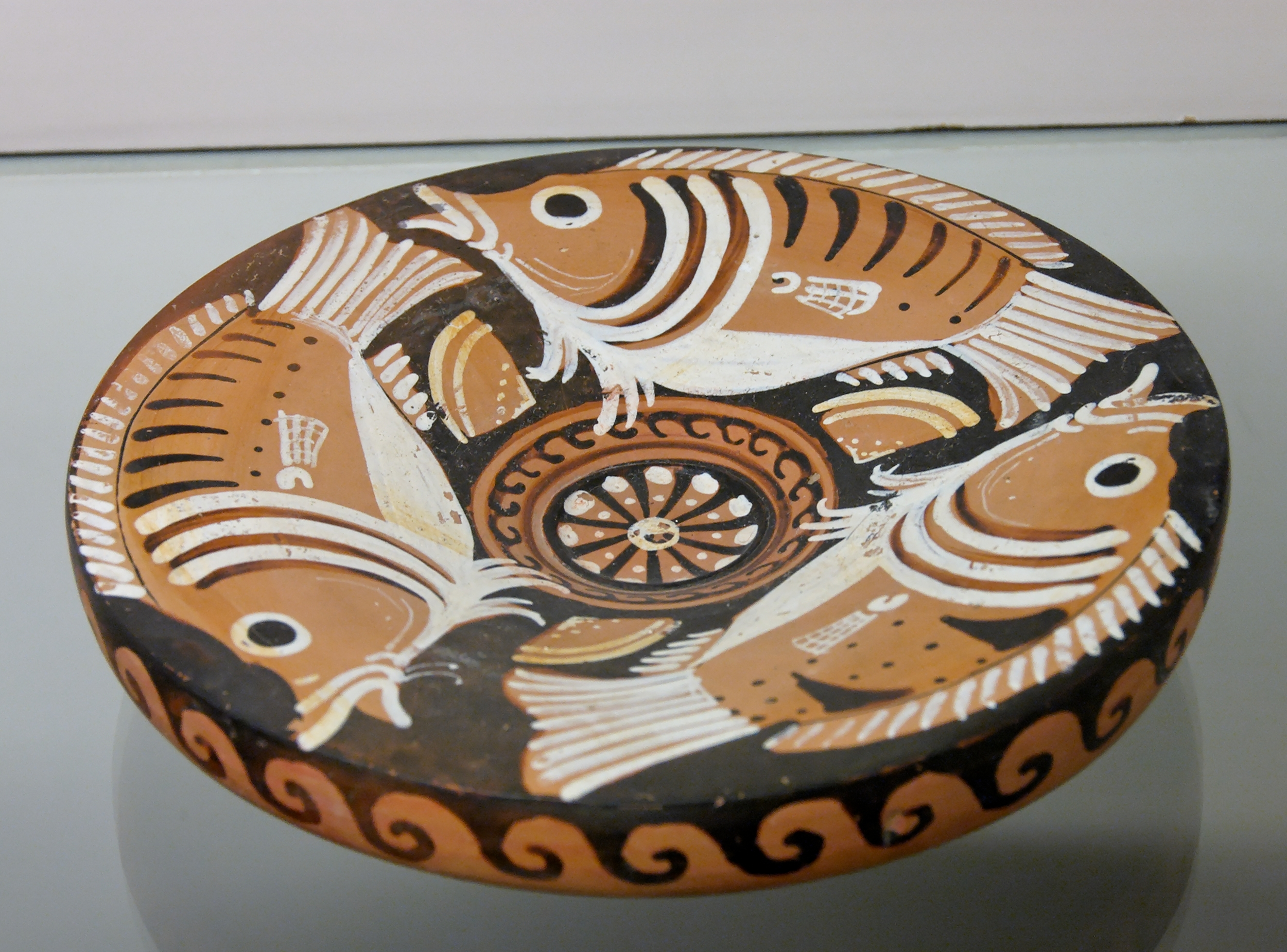
طبق مزخرف بصورة لثلاثة من جثم البحر وثلاثة طيور البطلينوس،، كاليفورنيا. 340 - 320 ق. المتحف البريطاني

العصور القديمة الكلاسيكية هي الفترة التاريخية الممتدة من القرن الثامن قبل الميلاد إلى بداية العصور الوسطى. كانت الحضارات الرئيسة في تلك الفترة هي حضارات منطقة البحر الأبيض المتوسط واليونان القديمة وروما القديمة وجنوب غرب آسيا. وكانت التغذية تتكون من أغذية كاملة بسيطة طازجة أو محفوظة جرى زراعتها محليًا أو نقلها من المناطق المجاورة خلال أوقات الأزمات. درس الأطباء والفلاسفة تأثير الطعام على جسم الإنسان واتفقوا عمومًا على أن الطعام مهم في الوقاية من المرض واستعادة الصحة.

## غذاء العصور القديمة
أكل الناس أنواعًا مختلفة من الطعام ؛ مثل منتجات الألبان (الحليب والجبن) والفواكه (التين والكمثرى والتفاح والرمان) والخضروات (الخضر والبصل) والحبوب والبقوليات (الحبوب والشعير والدخن والفول والحمص) واللحوم ( لحم البقر والضأن والطيور والأسماك والمحار). غالبًا ما كان الطعام طازجًا، لكن معالجة الطعام ساعدت في الحفظ للتخزين طويل الأجل أو النقل إلى مدن أخرى، حيث جرى معالجة الحبوب والزيتون والنبيذ والبقوليات والخضروات والفواكه والمنتجات الحيوانية وتخزينها لاستخدامها لاحقًا. غالبًا ما كان يجري معالجة الحبوب وتخزينها في شكل خبز وكعك مسطح وعصيدة. غالبًا ما كانت تُعالج البقوليات وتُخزن ويجري تناولها مع الخبز لتعزيز النكهة. كانت الحبوب هي أكثر عناصر التغذية حيث توفر المغذيات الأساسية الكلية والدقيقة للمستهلكين. منحت الحبوب الأفراد كميات كافية من البروتين وفيتامين ب وفيتامين هـ والكالسيوم والحديد. قدمت الفواكه والخضروات فيتامين أ وفيتامين ج وفيتامين د ونصف الألياف الغذائية اللازمة لدعم الصحة.

## نقص الغذاء
اعتمدت المدن على التجارة مع المزارعين والمدن المجاورة للحصول على الإمدادات الغذائية بسبب نقص مساحة الأرض المزروعة. حدث تغيير للإمدادات الغذائية من خلال العديد من الأحداث مثل المناخ والموقع والتوزيع. أثر الطقس بشكل كبير على كمية المحصول خلال موسم النمو. غالبًا ما يتقلب المناخ في منطقة البحر الأبيض المتوسط بدرجات حرارة متفاوتة وكميات الأمطار؛ أثر هذان العاملان أيضًا على جودة التربة المتاحة للمزارعين. يعتمد تكوين التربة بشكل أساسي على الموقع، لكن المناخ أثر على الرطوبة داخل التربة. عندما لا يكون موسم النمو مزدهرًا، كان يتعين على المدن اللجوء إلى التجارة كوسيلة للإمداد الغذائي. أدى هذا في كثير من الأحيان إلى صعوبة توزيع المواد الغذائية بسبب الخلافات السياسية وقضايا النقل. لمكافحة الجوع بسبب نقص الإمدادات الغذائية، أكل الناس الأغصان وجذور النباتات ولحاء الأشجار وبعضهم البعض كملاذ أخير. كان نقص الغذاء متكررًا ولكنه لم يدم طويلًا بما يكفي لتسبب المجاعة.

## المهتمون بالتغذية

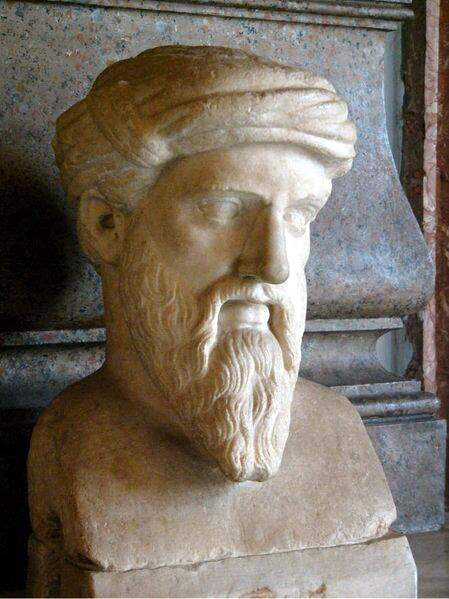
نحت كابيتولينشر فيثاغورس

كان فيثاغورس (570 قبل الميلاد - 495 قبل الميلاد) فيلسوفًا وعالمًا رياضيًا يونانيًا، ويعد أيضًا "أبو النباتيين". وأعرب عن اعتقاده أنه من أجل الحصول على أعلى مستوى من الصحة الروحية والجسدية، كان من الضروري اتباع أسلوب حياة يشمل نظامًا غذائيًا نباتيًا يستثني اللحوم والأطعمة الأخرى. وكان أناكساغوراس Anaxagoras (500 قبل الميلاد - 428 قبل الميلاد) أيضًا فيلسوفًا يونانيًا، وذكر أن الأطعمة التي تناولناها تحتوي على أجزاء ضرورية للنمو في الجسم. كان يعتقد أن "كل شيء في كل شيء، في جميع الأوقات"، فالخصائص الجسدية (الشعر، الأظافر، اللحم، إلخ) تتولد من الأطعمة التي تحتوي على نفس المواد. كان أبقراط (460 قبل الميلاد - 377 قبل الميلاد) طبيبًا معروفًا باسم "أبو الطب"، وكانت نصائحه الغذائية مبنية على وجود أربعة أخلاط في الجسم. كذلك نجد أفلاطون (428/427 ق.م - 348/347 ق.م.) وقد كان فيلسوفًا وعالم رياضيات يونانيًا. تتكون فكرته عن نظام غذائي صحي من التوازن والاعتدال في تناول الحبوب والفواكه والخضروات ومنتجات الألبان، مع التركيز الشديد على الاعتدال في تناول اللحوم والنبيذ. وذكر أن الإفراط في تناول الطعام من مصدر واحد سيؤدي إلى أمراض في المستقبل. أما جالينوس (129 م - 216 م) فقد بنى الكثير من أعماله من خلال تحدي كتابات الآخرين. كان من المعجبين بأبقراط بسبب العمل الذي قام به في مجال الطب. يعتقد جالينوس أن أبقراط قد ذكر كل ما يلزم معرفته عن التغذية، وسوف يفسر عمله من خلال تقديم معرفته الخاصة.

## الدواء
كانت النظرية الخلطية humoral theory في الطب هي نظرية مركزية للطب خلال العصور القديمة ولقرون تلتها. حيث يعتقد الأطباء أن الجسم يحتوي على خليط من سوائل الجسم، وأربعة أخلاط: سوداء، وصفراء، والبلغم، والدم. قاموا بتقييم درجة صحة المريض بناءً على توازن سوائل الجسم الأربعة. كان النظام الغذائي هو أول علاج يوصف للمرضى، يليه العقاقير، ثم الجراحة. درس الأطباء الأوائل الطرق المختلفة التي يمكن أن تؤثر بها الأطعمة على أخلاط الجسم من خلال استعادة الصحة أو التسبب في المرض. عمل جالين بشكل مكثف على تصنيف الأطعمة وفقًا لكيفية تفاعلها مع أخلاط الجسم. لاحظ جالين أيضًا أن بعض الأطعمة لها خصائص دوائية ولهذا السبب أثناء تحضير الطعام لم يكن من غير المألوف غلي هذه الأطعمة مرتين أو ثلاث مرات.

### الحواشي
1. 1 2  Garnsey, P. (1999). Food and society in classical antiquity (Key themes in ancient history; Key themes in ancient history). Cambridge, U.K.: Cambridge University Press.
2. 1 2  Skiadas, P., & Lascaratos, J. (2001). Dietetics in ancient Greek philosophy: Plato's concepts of healthy diet. Published Online: 14 June 2001; | doi:10.1038/sj.ejcn.1601179, 55(7).
3. 1 2  Thurmond, D. L. (2006). A handbook of food processing in classical Rome: For her bounty no winter(Technology and change in history, v. 9; Technology and change in history, v. 9). Leiden: Brill.
4. 1 2  Garnsey, P. (1999). Food and society in classical antiquity (Key themes in ancient history; Key themes in ancient history). Cambridge, U.K.: Cambridge University Press. P.15
5. ↑  Garnsey, P. (1999). Food and society in classical antiquity (Key themes in ancient history; Key themes in ancient history). Cambridge, U.K.: Cambridge University Press. P.36
6. ↑  Garnsey, P. (1999). Food and society in classical antiquity (Key themes in ancient history; Key themes in ancient history). Cambridge, U.K.: Cambridge University Press. P.12
7. ↑  Garnsey, P., & Scheidel, W. (1998). Cities, peasants, and food in classical antiquity : Essays in social and economic history. Cambridge, U.K.: Cambridge University Press. P.183
8. ↑  Garnsey, P. (1999). Food and society in classical antiquity (Key themes in ancient history; Key themes in ancient history). Cambridge, U.K.: Cambridge University Press. P. 29 - 33.
9. ↑  Garnsey, P. (1999). Food and society in classical antiquity (Key themes in ancient history; Key themes in ancient history). Cambridge, U.K.: Cambridge University Press. P. 34
10. 1 2  Garnsey, P. (1999). Food and society in classical antiquity (Key themes in ancient history; Key themes in ancient history). Cambridge, U.K.: Cambridge University Press. P. 35
11. ↑  Garnsey, P. (1999). Food and society in classical antiquity (Key themes in ancient history; Key themes in ancient history). Cambridge, U.K.: Cambridge University Press. P. 37
12. ↑  Leitzmann C. (2014). Vegetarian nutrition: past, present, future. The American Journal of Clinical Nutrition, 100, 496S-502S. doi:10.3945/ajcn.113.071365
13. ↑  Sisko, J. E. (2010). Anaxagoras on Matter, Motion, and Multiple Worlds. Philosophy Compass, 5(6), 443-454. doi:10.1111/j.1747-9991.2010.00313.x
14. ↑  Ullah, M. F., & Khan, M. W. (2008). Food as medicine: potential therapeutic tendencies of plant derived polyphenolic compounds. Asian Pac J Cancer Prev,9(2), 187-196.
15. ↑  Jouanna, J., Eijk, P. J. v. d., & Allies, N. (2012).Greek medicine from Hippocrates to Galen: Selected papers(Studies in Ancient Medicine; Studies in ancient medicine). Leiden: Brill.
16. ↑  Galen, & Grant, M. (2000). Galen: on food and diet. (M. Grant, Trans.). London and New York: Routledge. P. 5
17. ↑  Galen, & Grant, M. (2000). Galen: on food and diet. (M. Grant, Trans.). London and New York: Routledge. P. 6
18. ↑  Galen, & Grant, M. (2000). Galen: on food and diet. (M. Grant, Trans.). London and New York: Routledge. P. 11
19. ↑  Galen, & Grant, M. (2000). Galen: on food and diet. (M. Grant, Trans.). London and New York: Routledge. P. 7

### فهرس
- جالين، وغرانت، م. (2000). جالينوس: على الغذاء والنظام الغذائي. (إم جرانت، ترانس. ). لندن ونيويورك: روتليدج.
- جارنسي، ب. (1988). المجاعة والإمدادات الغذائية في العالم اليوناني الروماني : الاستجابات للمخاطر والأزمات. كامبريدج كامبريدجشير: مطبعة جامعة كامبريدج.
- جارنسي، ب. (1999). الغذاء والمجتمع في العصور الكلاسيكية القديمة (الموضوعات الرئيسية في التاريخ القديم ؛ الموضوعات الرئيسية في التاريخ القديم). كامبريدج، المملكة المتحدة: مطبعة جامعة كامبريدج.
- Garnsey، P.، & Scheidel، W. (1998). المدن والفلاحون والطعام في العصور القديمة الكلاسيكية : مقالات في التاريخ الاجتماعي والاقتصادي. كامبريدج، المملكة المتحدة: مطبعة جامعة كامبريدج.
- هاملين، دويتشه فيله [1968] 1993. أرسطو دي أنيما، الكتب الثاني والثالث (مع مقاطع من الكتاب الأول)، تُرجمت بمقدمة وملاحظات من قبل DW Hamlyn، مع تقرير عن العمل الأخير وببليوغرافيا منقحة بواسطة كريستوفر شيلدز، أكسفورد: مطبعة كلارندون. (الطبعة الأولى، 1968. ).
- أبقراط، وآدامز، ف. (1886). الأعمال الأصلية لأبقراط (مكتبة وود للمؤلفين الطبيين القياسيين ؛ مكتبة وود للمؤلفين الطبيين القياسيين). نيويورك: وليام وود وشركاه.
- J. ميرا سيو. (2010). الطعام والشراب، رومان (1. ed. ). في موسوعة أكسفورد لليونان القديمة وروما. مطبعة جامعة أكسفورد.
- Jouanna، J.، Eijk، PJ vd، & Allies، N. (2012). الطب اليوناني من أبقراط إلى جالينوس: أوراق مختارة (دراسات في الطب القديم ؛ دراسات في الطب القديم). ليدن: بريل.
- ليتسمان سي (2014). التغذية النباتية: الماضي، الحاضر، المستقبل. المجلة الأمريكية للتغذية السريرية، 100، 496S-502S. دوى: 10.3945 / ajcn.113.071365
- ماكلارين، دي إس (1999). نحو قهر اضطرابات نقص فيتامين أ. بازل، سويسرا: فرقة البصر والحياة.
- Orfanos، C. (2007). المنظور التاريخي: من أبقراط إلى الطب الحديث. مجلة الأكاديمية الأوروبية للأمراض الجلدية والتناسلية، 21 (6)، 852-858.
- روكا، ج. (2003). الحمية الجالينوسية. العلوم والطب المبكر، 8 (1)، 44-51.
- سيسكو، جي إي (2010). أناكساجوراس على المادة والحركة وعوالم متعددة. بوصلة الفلسفة، 5 (6)، 443-454. دوى: 10.1111 / j.1747-9991.2010.00313.x
- سكياداس، ب، ولاسكاراتوس، ج. (2001). علم التغذية في الفلسفة اليونانية القديمة: مفاهيم أفلاطون عن النظام الغذائي الصحي. نُشر على الإنترنت: 14 حزيران / يونيه 2001 ؛ | دوى: 10.1038 / sj.ejcn.1601179، 55 (7).
- ثورموند، دل (2006). كتيب لتجهيز الأغذية في روما الكلاسيكية: لا شتاء لها (التكنولوجيا والتغيير في التاريخ، v. 9 ؛ التكنولوجيا والتغيير في التاريخ، v. 9). ليدن: بريل.
- Ullah، MF، & Khan، MW (2008). الغذاء كدواء: الميول العلاجية المحتملة لمركبات البوليفينول المشتقة من النبات. آسيوي باك جي للسرطان السابق، 9 (2)، 187-196.
- فان دير إيك، PJ (2002). أبقراط: الأب البروتي للطب. لانسيت، 359 (9325)، 2285. دوى: 10.1016 / S0140-6736 (02) 09311-X

قالب:Ancient Roman medicine